# Transpondertabelle
Eine Transpondertabelle ist eine in einem digitalen TV-Receiver hinterlegte Tabelle mit Transponderdaten, die zum Empfang bzw. Dekodieren von digitalen Fernsehsignalen benötigt wird. In einem DVB-Signal werden die Transponderdaten im Satellite/Cable/Terrestrial Delivery Descriptor in der Network Information Table (NIT) eingebettet. In der NIT befinden sich weitere Deskriptoren, z. B. die BAT-Tabelle zur Sortierung der Kanäle. Fälschlicherweise wird oft nur von der NIT gesprochen, gemeint sind aber die in dieser Tabelle eingebetteten Delivery-Deskriptoren. Bei einer Umsetzung eines Satelliten- oder terrestrischen Signales in ein Kabelsignal sollten die Transponderdaten in einen Cable Delivery Descriptor umgewandelt werden, was nach den DVB-Normen aber keine Pflicht ist.
Im Gegensatz zum Analogempfang sind Digitalempfänger zur Dekodierung von digital übertragenen Fernseh- und Mehrwertdiensten über Kabel, Satellit oder terrestrische Antenne auf vorgegebene Parameter angewiesen. Moderne Empfänger beherrschen inzwischen auch einen sogenannten Blindscan. Ist im Sendesignal eines im Receiver hinterlegten Referenztransponders eine jeweils gültige Delivery-Descriptor-Tabelle enthalten, kann ein Sendersuchlauf deutlich schneller vom Empfänger durchgeführt werden, da sie sämtliche Empfangsparameter (Frequenzen etc.) eines Betreibers (z. B. Astra) enthält.
In neuen digitalen Empfängern ist werksseitig meist eine aktuelle Transpondertabelle oder ein Referenztransponder mit gültiger NIT hinterlegt; manche Hersteller bieten als Service eine laufende Aktualisierung der Transpondertabelle über ein Firmware-Update. Moderne Digitalreceiver bieten eine automatische Aktualisierung der Senderliste an; dazu wird entweder eine neue Sendertabelle über Internet (sofern beim Receiver vorhanden) oder über einen Referenztransponder mit Auswertung der Transpondertabelle und anschließendem Suchlauf durchgeführt. Die Programmreihenfolge bleibt dabei erhalten, da jedes Programm eindeutig über die Parameter Original Network Identifier (ONID), Transport Stream Identifier (TSID) und Service Identifier (SID) referenziert ist. Man nennt diese numerische Zuordnung auch DVB-Triplet. (Die Zuordnung zu Kanalnamen erfolgt in der Service Description Table (SDT)). Bei älteren Digitalempfängern ohne Updatemöglichkeit muss eine Aktualisierung manuell durchgeführt werden, da ansonsten Programme eines neuen Transponders bei einem Sendersuchlauf vom Empfänger nicht gefunden werden.
Beim digitalen Fernsehen (DVB) strahlen die Transponder eine NIT mit passenden Delivery Descriptoren aus. Manche Empfänger unterstützen zu dessen Nutzung eine so genannte Netzwerksuche, die zuerst alle bereits einprogrammierten Transponder durchsucht und dabei die dort ausgestrahlten NITs sammelt (da die ausgestrahlten NITs in der Regel jeweils nur einen Teil aller Transponder enthalten). Anschließend durchsucht der Empfänger alle unterschiedlichen Transponder, die er aus der NIT extrahiert hat und ihm noch nicht bekannt waren. Es gibt Satellitenpositionen, auf denen die NIT keine Delivery Descriptoren enthält, beispielsweise auf Eutelsat 9A. Auch bei vielen kleineren Kabelnetzen wird das Satellitensignal transparent umgesetzt, also ohne Anpassung der Delivery-Tabellen. Das Empfangssignal enthält also weiterhin die Frequenzen des ursprünglichen Satllitentransponders und nicht die jeweilige Frequenz im Kabelsignal. Sie sind deshalb im Kabel unbrauchbar und eine Netzwerksuche kann nicht durchgeführt werden.